# Glen Echo Country Club
Der Glen Echo Country Club ist ein privater Golfplatz in Normandy, einem Vorort von St. Louis. Der Club wurde gegründet von George McGrew und dessen Schwiegersohn Albert Bond Lambert. Der 1901 fertiggestellte Platz war der erste Golfplatz in St. Louis mit 18 Löchern und der erste Golfplatz westlich des Mississippi River.

## Geschichte
Entworfen wurde das Gelände vom Schotten James Foulis, dem Gewinner der U.S. Open 1896. Beim Bau wurde er von seinem Bruder unterstützt.
Am 25. Mai 1901 fand die Eröffnung statt und während den Olympischen Sommerspielen 1904 war der Platz Wettkampfstätte für die Golfwettbewerbe. Im Rahmen der LPGA Tour wurde auf dem Platz 1954, 1964 und 1970 das Invitational der Frauen ausgetragen.

## Löcher
| Loch | Name       | Par | Yards |
| ---- | ---------- | --- | ----- |
| 1    | Lilac Way  | 4   | 380   |
| 2    | The Valley | 4   | 432   |
| 3    | Spooks     | 4   | 357   |
| 4    | Long Drive | 5   | 538   |
| 5    | Roadway    | 4   | 277   |
| 6    | The Glen   | 3   | 176   |
| 7    | Boomerang  | 4   | 468   |
| 8    | Alps       | 5   | 472   |
| 9    | Fountain   | 3   | 164   |

| Loch | Name          | Par | Yards |
| ---- | ------------- | --- | ----- |
| 10   | Hard Scrabble | 5   | 510   |
| 11   | Hillside      | 3   | 244   |
| 12   | Westward Ho   | 4   | 406   |
| 13   | Echo          | 4   | 353   |
| 14   | Dewdrop       | 3   | 136   |
| 15   | The Lake      | 4   | 360   |
| 16   | Punch Bowl    | 4   | 434   |
| 17   | Old Hickory   | 4   | 384   |
| 18   | Sweet Home    | 4   | 411   |